# Cololejeunea nilgiriensis
Cololejeunea nilgiriensis là một loài Rêu trong họ Lejeuneaceae. Loài này được G. Asthana & S.C. Srivast. mô tả khoa học đầu tiên năm 2003.